# Lista de empresas aéreas do Azerbaijão
Esta é uma lista de empresas aéreas do Azerbaijão que estão em atividade. A aviação no país iniciou em 1910. A primeira companhia aérea iniciou suas operações em 1923, 13 anos após o primeiro avião voar sobre a capital Baku.

## Voos programados
| Airline             | IATA | ICAO | Imagem | Callsign | Hub(s)                                | Notas |
| ------------------- | ---- | ---- | ------ | -------- | ------------------------------------- | ----- |
| Azerbaijan Airlines | J2   | AHY  |        | AZAL     | Aeroporto Internacional Heydar Aliyev |       |
| Buta Airways        | J2   | AHY  |        |          | Aeroporto Internacional Heydar Aliyev |       |

## Voos charter
| Empresa aérea        | IATA | ICAO | Imagem | Callsign   | Hub(s)                                | Notas |
| -------------------- | ---- | ---- | ------ | ---------- | ------------------------------------- | ----- |
| SW Business Aviation |      | ESW  |        | W-BUSINESS | Aeroporto Internacional Heydar Aliyev |       |

## Carga
| Empresa aérea     | IATA | ICAO | Imagem | Callsign      | Hub(s)                                | Notas |
| ----------------- | ---- | ---- | ------ | ------------- | ------------------------------------- | ----- |
| Azal Avia Cargo   |      | AHC  |        | AZALAVIACARGO | Aeroporto Internacional Heydar Aliyev |       |
| Silk Way Airlines | ZP   | AZQ  |        | SILK LINE     | Aeroporto Internacional Heydar Aliyev |       |